# Ceroplastes coniformis
Ceroplastes coniformis är en insektsart som beskrevs av Robert Newstead 1913. Ceroplastes coniformis ingår i släktet Ceroplastes och familjen skålsköldlöss.
Artens utbredningsområde är Uganda. Inga underarter finns listade i Catalogue of Life.